# Dumbo (1941.)
Dumbo je američki dramski animirani film iz 1941. koji je producirao Walt Disney, a premijerno je prikazan u New Yorku 23. listopada 1941. godine. Smatra se 4. Disneyjevim klasikom, Dumbo se temelji na priči "Dumbo, the Flying Elephant" koju je napisala Helen Aberson, a ilustrirao Harold Pearl za prototip nove igračke "Roll-a-Book". Protagonist je Dumbo, slon, koja je ismijana zbog svojih velikih ušiju, sve dok ne nauči letjeti koristeći uši kao krila. Tijekom većine filma, njegov jedini pravi prijatelj je miš Timothy.
Dumbo je proizveden kako bi povratio financijske gubitke uzrokovane filmom Fantazija, Disney Studio odlučio se, iz tog razloga, za jednostavan i jeftin stil.
Film je 2017. godine odabran za čuvanje u "National Film Registry" Kongresne knjižnice Sjedinjenih Država zbog "kulturnog, povijesno i estetskog značaja".
Dumbo je jedan od mnogih filmova koji nije sinkroniziran na hrvatskom jeziku.

## Glasovna postava
Glasovni glumci su nekredificirani za svoje uloge u filmu.
- Jumbo Jr. (kasnije preimenovan u Dumbo): protagonist filma, slon s velikim ušima koje ga čine sposobnim letjeti. Nakon što se odvojio od majke, sprijateljio se s mišem Timothyjem.
- Edward Brophy kao Timothy Q. Mouse, cirkuski miš koji postaje Dumbov prijatelj i mentor. U filmu se nikada ne spominje imenom, ali njegov potpis može se pročitati u novinama u finalu.
- Verna Felton kao Elephant Matriarch, Dumbova majka, jednom prilikom govori na početku filma, nazivajući sina "Jumbo Jr."
- Cliff Edwards kao Dandy Crow, vođa grupe vrana. Iako se u početku šali i ismijava Timothyjevu ideju da Dumbo može letjeti, čuje Dumbovu tragičnu povijest i postaje odlučan pomoći Dumbu da stvarno nauči letjeti. Nikad ga ne spominju imenom u filmu.
- Herman Bing kao The Ringmaster: pokušava izvući maksimum iz svojih točaka, iskorištavajući i radnike i životinje. Lik se zato pojavljuje kao negativac u videoigri "Disney's Villains' Revenge". Nejasno je što mu se dogodilo nakon Dumbovog leta u javnosti, ali se nagovještava da je Timothy postao novi impresario cirkusa.
- Sterling Holloway kao Mr. Stork, roda koja po zanimanju isporučuje novorođenčad. Obuče svoju odoru za dostavu i da gđi Jumbo svežanj u kojem se nalazi novorođeni Dumbo.
- Margaret Wright kao Casey Junior: protagonist cirkuskog vlaka glazbenog slijeda na početku filma. Ponovno se pojavljuje na kraju filma, gdje vuče privatnu kočiju Dumba i njegove majke.
- Zbor Hall Johnsona kao Zbor Vrana:
  - Hall Johnson kao Deacon Crow
  - James Baskett kao Fats Crow
  - Nick Stewart kao Specks Crow
  - Jim Carmichael kao Dopey Crow
- The King's Me kao Roustabout Chorus
- Noreen Gammill kao Elephant Catty, Dorothy Scott kao Elephant Giddy i Sarah Selby kao Elephant Prissy (rozi slonovi): zastrašujuće halucinacije koje mijenjaju oblike i boje, terorizirajući Dumba i Timothyja.
- Billy Bletcher kao Clown
- Malcolm Hutton kao Smitty
- John McLeish kao the narrator

## Vanjske poveznice
- Dumbo u internetskoj bazi filmova IMDb-a